# 그리어슨의 기습

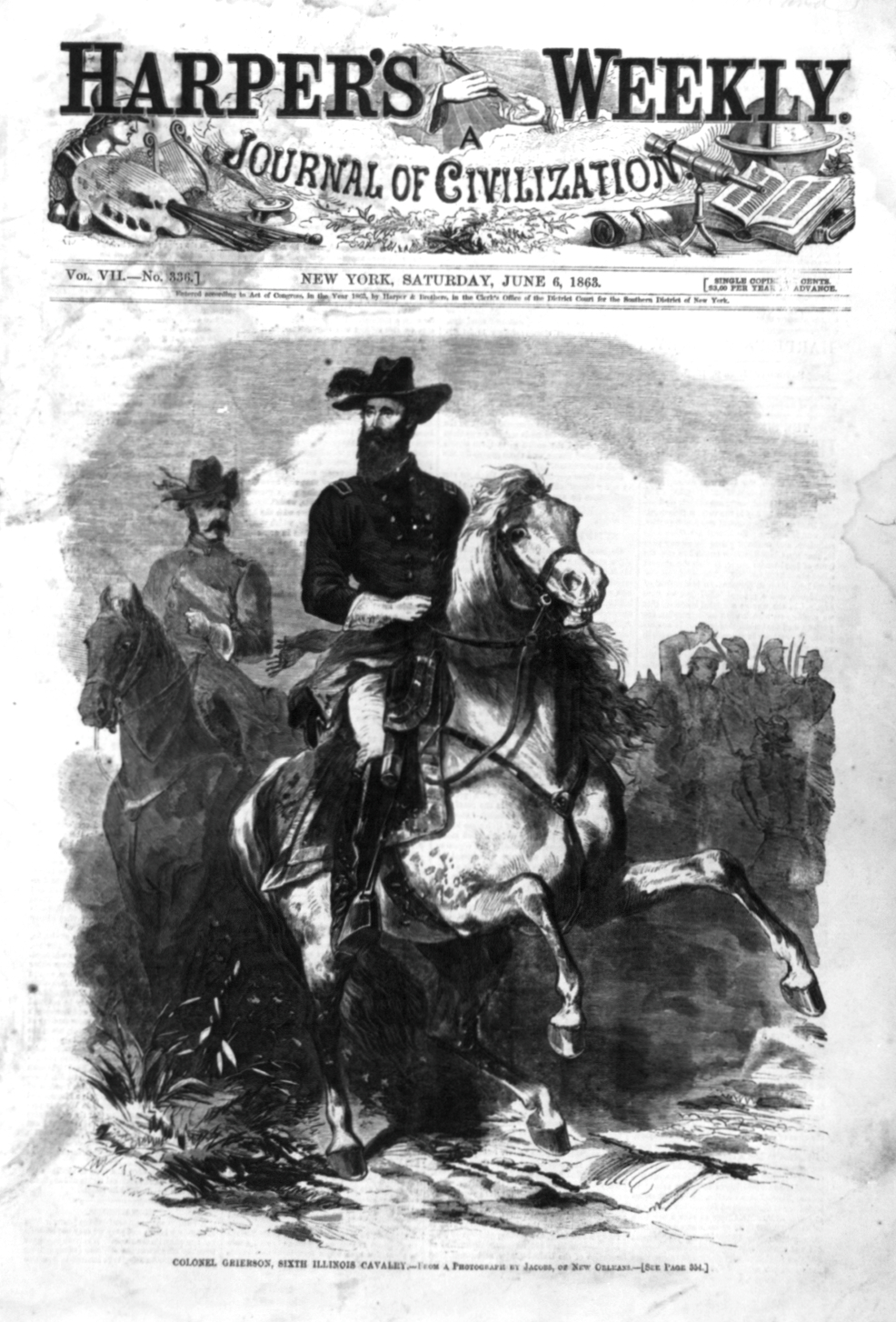

그리어슨의 기습(Grierson's Raid)은 미국 남북 전쟁 중 빅스버그 전역 기간 중에 있었던 북군 기병대의 남부에 대한 기습 공격이다. 이 기습 작전은 율리시스 그랜트의 빅스버그(미시시피주) 공격 계획에서 양동작전으로 1863년 4월 17일부터 5월 2일까지 실시되었다.

## 배경
전쟁 시작 이후 네이튼 베드포드 포레스트, 존 헌트 모건, 젭 스튜어트 같은 남부 동맹의 기병대 지휘관들은 북군 후방을 교란해왔고(반도 전역에서 스튜어트의 경우가 대표적이다), 남군의 기병 전력이 그때까지 북군을 압도했다. 전직 음악교사이자, 어린 시절 말에게 머리를 채인 후로 말을 극도로 싫어했던 벤저민 그리어슨 대령에게 부여된 임무는 남군의 후방을 교란하여 빅스버그로 연결된 철도를 파괴하여 빅스버그에서 농성 중인 남군 수비대를 고립시키는 것이었다. 그리어슨의 기병여단은 일리노이 6,7 기병연대와 아이오와 2 기병연대로 구성되었다.
그리어슨과 그의 1,700여 명 기병들은 테네시주 남쪽에서 출발하여 미시시피를 통과하여 루이지니아의 베이튼 루지까지 적대지역을 관통하여 600마일을 넘는 거리를 진격했다. 이 지역에는 북군도 없었을뿐더러 이전에는 와본 적도 없는 곳이었다. 그들은 진짜 목적지에 대해서는 계속 남군을 기만하여 혼란을 주면서 지나는 길에 철도와 기관차를 파괴하고, 철도용 침목이나 창고는 불태워버렸다. 또, 다리, 각종 건물도 불태워버렸으며, 남부 흑인 노예들은 해방시키며 진격했다. 그러면서 직접적인 전투는 피하면서 피해는 최소로 줄였다. 작전 전체를 통틀어 그리어슨 여단은 전사 3명, 부상 7명, 실종 9명이라는 피해만 입었다. 너무 심해서 이동할 수 없었던 5명의 병자와 부상병들은 남겨졌다.
남부의 빅스버그 수비대 사령관 존 펨버튼 장군은 기병 전력이 부족하여 그리어슨을 막을 수가 없었다. 펨버튼은 종횡무진하는 그리어슨으로부터 빅스버그-잭슨 간 철도를 지키는 것만으로도 버거웠다. 펨버튼은 그리어슨도 그리어슨이지만, 그보다 빅스버그를 직접 노리고 있는 그랜트의 테네시군이 더 위협적이었고, 막아야 했다. 그리어슨의 활약 덕분에 펨버튼은 결과적으로 그랜트의 빅스버그 아래쪽 미시시피 뱅크 상륙을 막지못했다.
사실 그리어슨을 막을 수 있는 것은 남군 기병대였다. 펨버튼은 그랜트에 대비해 빅스버그를 지켜야 했다. 그러나 남군 기병대도 그리어슨을 막지 못했다. 남군의 기병대 선임 지휘관 네이튼 베드포드 포레스트는 당시 앨라배마에서 에이블 스트레이트란 이름의 또 다른 북군 기병대를 추격하고 있었던 것이다. 이 때문에 남군 기병대는 조기에 그리어슨을 막을 수 없었다. 반면 스트레이트는 임무 자체는 실패했지만, 포레스트에 치명상을 입혀 그리어슨의 성공을 도왔고, 남군의 시선을 끌어모아 그리어슨에 미처 대처하지 못하게 한 공로가 있다.
물론 미시시피의 모든 남군 지휘관들이 그리어슨을 바짝 추격했지만, 그들 모두는 큰 혼란에 빠져 있었다. 그리어슨과 그의 기병들은 셔먼의 양동작전에 합류하여 베이튼 루지로 진격했다. 혼란에 빠진 남군은 그랜트의 미시시피 동쪽 상륙을 막지 못했다.

## 관련 영화
존 포드 감독, 존 웨인, 윌리엄 홀덴 주연의 《존 웨인의 기병대》(The Horse Soldiers)가 이 사건에 기초한 영화다.

## 참고
- Laliki, Tom (2004). Grierson's Raid: A Daring Cavalry Strike Through the Heart of the Confederacy. Farrar, Straus and Giroux, New York. ISBN 0-374-32787-7 {{isbn}}의 변수 오류: 유효하지 않은 ISBN..
- Lardas, Mark (2010). Roughshod Through Dixie – Grierson’s Raid 1863, Osprey Raid Series #12; Osprey Publishing. ISBN 978-1-84603-993-5